# Željeznička stanica Roxburgh Park
Roxburgh Park je željeznička pruga izgrađena 2006. kao dio Craigieburn-ske elektrifikacije. Nalazi se na Craigieburn-skoj željezničkoj liniji u blizini ceste Somerton u Roxburgh parku u Victoriji, Australija.
Isprva nazvana Somerton, stanica je prvi put otvorena 1882. i zatvorena 1961. nakon izgradnje standardnog kolosijeka Sydney-Melbourne kroz stanicu. Poslije je uništena, no tragovi su stanice ostali.